# بياتريس سالومون
بياتريس سالومون (بالإسبانية: Beatriz Salomón)‏ هي ممثلة أرجنتينية، ولدت في 9 أكتوبر 1953 في الأرجنتين.

## وصلات خارجية
- بياتريس سالومون على موقع IMDb (الإنجليزية)
- بياتريس سالومون على موقع قاعدة بيانات الفيلم (الإنجليزية)